# دار بن زياد (جبلة)

تعديل مصدري - تعديل

دار بن زياد محلة تابعة لقرية التمرة، التابعة لعزلة جبلة بمديرية جبلة إحدى مديريات محافظة إب في الجمهورية اليمنية، بلغ تعداد سكانها 77 حسب تعداد اليمن لعام 2004.